# Bataille des Portes de Trajan
Guerres byzantino-bulgares
Batailles
- Ongal (680)
- Anchialos (708)
- Marcellae (756)
- Lithosoria (774)
- Marcellae (792)
- Serdica (809)
- Pliska (811)
- Versinikia (813)
- Mesembria
- Guerre de 894 - 896
  - Bulgarophygon
- Guerre de 913 - 927
  - Anchialos (917)
  - Pegae (921)
- Guerre de 970 - 1018
  - Portes de Trajan (986)
  - Thessalonique (995)
  - Passe de Kleidion (1014)
  - Bitola (1015)
- Ostrovo (1040)
- Klokotnica (1230)
- Andrinople (1254)
- Devina (1279)
- Skafida (1304)
- Rusokastro (1332)

La bataille des Portes de Trajan (en bulgare : Битката при Траянови Врата, en grec : Μάχη στις Πύλες του Τραϊανού) est une bataille entre l'Empire byzantin et les forces bulgares en 986. Elle se déroule dans la passe des Portes de Trajan. L'issue de la bataille est une lourde défaite des Byzantins conduits par l'empereur Basile II. Cette bataille intervient à la suite du siège sans résultat de Sofia par les Byzantins qui se replient ensuite vers la Thrace mais sont encerclés par l'armée bulgare de Samuel dans les montagnes de Sredna Gora. L'armée byzantine est complètement détruite et Basile lui-même échappe de peu à la capture.
Cinquante ans après la chute de Preslav, la capitale bulgare, la victoire aux Portes de Trajan permet aux Bulgares d'accroître la portée de leurs succès obtenus à partir de 976. En guerre constante avec l'Empire byzantin, le Premier Empire bulgare survit encore durant plusieurs décennies. Le souvenir de cette grande victoire est conservé trente ans plus tard dans l'inscription de Bitola d'Ivan Vladislav.

## Sources historiques
En plus de l'inscription de Bitola où la victoire de Samuel est mentionnée de façon succincte, plusieurs historiens médiévaux ont livré des récits de la bataille. Parmi eux Léon le Diacre est un témoin oculaire et un participant direct de la campagne. Jean Skylitzès et deux autres historiens : George Kedrin et Jean Zonaras ont aussi fourni un texte sur la bataille. En plus des historiens byzantins, l'historien arabe Yahyā d'Antioche et les Arméniens Stépanos Taronetsi et Mathieu d'Édesse fournissent aussi des détails sur l'évènement. Enfin, des précisions peuvent aussi être trouvées dans le sermon de saint Photius de Thessalie.

## Origines du conflit

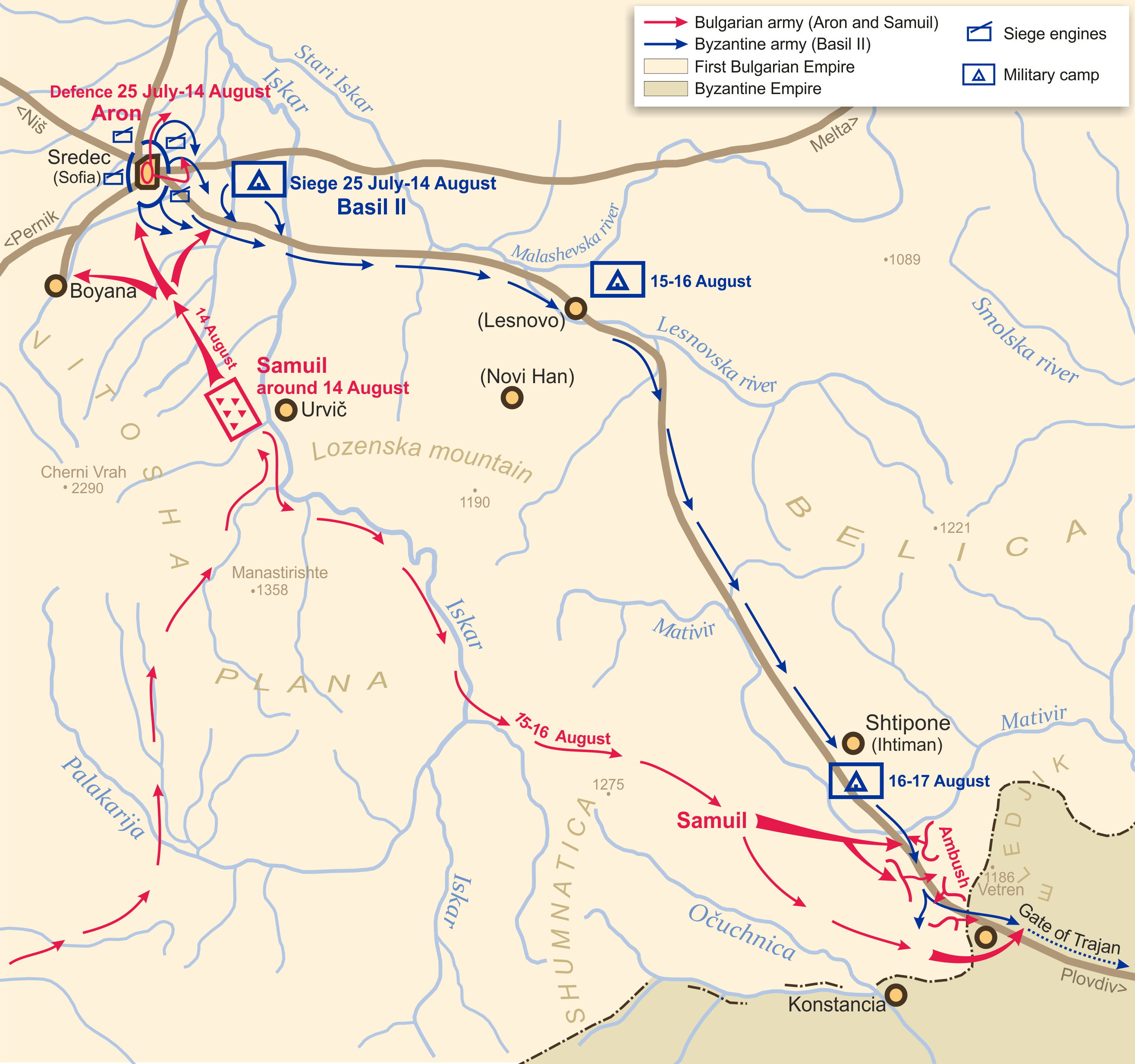
Plan de la bataille.

En 971, l'empereur byzantin Jean Ier Tzimiskès contraint l'empereur bulgare Boris II fait prisonnier à abdiquer. Il quitte ensuite Preslav pour se rendre à Constantinople. À cette période, les Byzantins occupent seulement les régions orientales de l'Empire bulgare. À l'ouest, les quatre fils du comte de Sredets, Nicolas David, Moses, Samuel et Aron continuent la lutte contre les Byzantins. Ils dirigent le territoire non occupé à la façon d'une tétrarchie et chacun des frères réside dans une ville différente dans le but de combattre les Byzantins de la façon la plus efficace possible. 
La guerre contre les Bulgares est la première préoccupation du règne de Basile II après son accession au trône en 976. Toutefois, pendant dix ans, les Byzantins n'entreprennent aucune action en raison de l'influence du parakimomène Basile Lécapène, l'un des plus puissants nobles de l'empire qui dirige celui-ci de facto. Pendant ce temps, le principal objectif du gouvernement de Constantinople est d'écraser la rébellion de Bardas Sklèros en Asie Mineure entre 976 et 979. 
Les gouverneurs byzantins locaux sont alors seuls pour faire face à la menace bulgare mais ne peuvent stopper les Bulgares. Les positions des frères Samuel et Aron (leurs frères aînés David et Moses meurent peu après le déclenchement de l'offensive en 976) sont renforcées à la fois par la révolte de Sklèros mais aussi par la négligence de l'ancien empereur Jean Tzimiskès. En effet, après la chute de Preslav et du nord-est de l'Empire bulgare, Tzimiskès se tourne vers la lutte contre les Arabes en Syrie et laisse le temps aux Bulgares pour se préparer à lancer une contre-attaque à partir des territoires encore en leur possession autour d'Ohrid et du lac Prespa.

## Siège de Sredets
En 986, Basile II dirige une campagne avec 30 000 soldats. Le commandant de l'armée orientale ne prend pas part à cette campagne du fait des combats avec les Arabes. Les Byzantins partent d'Odrin et se dirigent vers Plovidiv avant d'atteindre Sredets (Sofia ou Serdica pour les Byzantins). Selon Léon le Diaccre, l'objectif de l'empereur est de soumettre les Bulgares en une seule bataille. Après la capture de Serdica, une forteresse stratégique située entre le nord-est et le sud-ouest de la Bulgarie, Basile II comptait poursuivre sa progression vers les principales forteresses de Samuel en Macédoine.
Sur la route de Serdica, Basile II laisse une importante compagnie dirigée par Léon Mélissène pour couvrir l'arrière de l'armée byzantine. Lorsqu'il finit par atteindre les murs de la ville, Basile II fait construire un camp fortifié et assiège la forteresse. Le siège dure vingt jours lors desquels sont menés plusieurs assauts infructueux avant que le camp byzantin ne soit frappé par le manque de vivres. Leurs tentatives pour trouver des vivres dans les environs sont entravées par les Bulgares qui brûlent les récoltes. Finalement, la garnison de la ville fait une sortie lors de laquelle elle tue de nombreux soldats byzantins et brûle l'ensemble du matériel de siège placé trop près des murs par les généraux byzantins inexpérimentés.

## La bataille
Du fait des actions bulgares, les Byzantins ne sont plus en mesure de prendre la ville grâce à un assaut direct. En outre, ils ne peuvent pas épuiser leurs adversaires en les affamant car ils manquent eux-mêmes de vivres. Enfin, une armée dirigée par Samuel se dirige sur les arrières de l'armée byzantine. Dans le même temps, plutôt que de sécuriser la route par laquelle les Byzantins peuvent se replier, Léon Mélissène se retire vers Plovdiv. Ce retrait est une nouvelle raison qui pousse Basile II à abandonner le siège. En effet, le commandant des armées occidentales, Kontostéphanos, le persuade que Mélissène s'est mis en route vers Constantinople pour le détrôner.

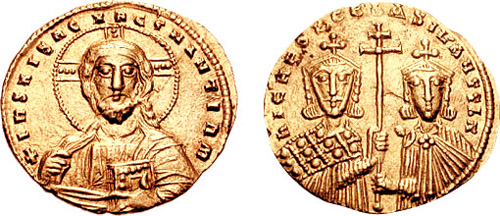
Pièces de monnaie représentant Basile II et son beau-père Nicéphore II.

L'armée byzantine se retire le long de la vallée de Sofia vers Ihtiman où elle s'arrête pour la nuit. C'est alors que des rumeurs grandissantes font croire aux Byzantins que les Bulgares ont barré les routes dans les montagnes environnantes ce qui engendre une certaine panique parmi les soldats le lendemain. La retraite perd alors en cohésion. Quand Samuel prend conscience de ce désordre, il lance son armée vers le camp adverse et la retraite byzantine se transforme en déroute. L'avant-garde byzantine parvient à se frayer un chemin sur les versants alentour qui ne sont pas encore tombés aux mains des Bulgares. Le reste de l'armée est encerclée par les Bulgares. Parmi l'infanterie, seule l'unité d'élite arménienne parvient à briser l'encerclement avec de lourdes pertes pour ensuite conduire l'empereur à travers des routes secondaires. Quant aux soldats encerclés, nombreux sont ceux qui périssent lors de la bataille tandis que les autres sont faits prisonniers et que l'Insigne Impériale est saisie par les Bulgares.

## Conséquences

La Bulgarie quelques années après la bataille.

Le désastre de la campagne en Bulgarie en 986 affaiblit l'autocratie naissante de Basile II. Peu après la bataille, les nobles d'Asie Mineure dirigés par Bardas Phocas se soulèvent contre le pouvoir impérial lors d'une révolte qui dure trois ans avant d'être vaincue.
Selon l'historien Petar Mutafchiev, Samuel détient le contrôle de l'ensemble des Balkans à la suite de la bataille. Pour d'autres historiens, les régions nord-est de la Bulgarie sont libérées dans les années qui suivent la bataille. Toutefois, d'autres sources indiquent que ces territoires sont reconquis dix ans avant la bataille. Quoi qu'il en soit, à la suite de ce succès, les Bulgares prennent l'initiative et lancent des attaques continues contre Thessalonique, Édessa et la côte Adriatique. Les Serbes sont aussi vaincus et leur territoire est incorporé à l'Empire bulgare. Finalement, en 996, les Byzantins parviennent à vaincre l'armée bulgare lors de la bataille de Spercheios. Enfin, toujours selon Mutafchiev, la bataille des Portes de Trajan retarde la chute de la Bulgarie qui finit par intervenir en 1018.

## Sources
- Georges Ostrogorsky, Histoire de l’État byzantin, Payot, 1996
- (sr) Srđan Pirivatrić et Božidar Ferјančić, Samuilovata darzhava : obhvat i harakter, Самуиловата държава : обхват и характер (L'apparence et les caractéristiques de l'État de Samuel), Belgrade : Institut de Byzantinologie SANU,‎ 1997
- (bg) Dimitar Angelov et Boris Choplanov, Balgarska voenna istoriya prez srednite vekove (X-XV vek) (Histoire militaire bulgare au cours du Moyen Âge (X-XV siècles)), Sofia, BAN Press, 1994, 329 p. (ISBN 954-43-0200-X)
- (bg) Vasil Zlatarski, Istoriya na balgarskite darzhavi prez Srednovekovieto (Histoire de l'Etat bulgare durant le Moyen Âge), Sofia, Academic Press Marin Dinov, 1994
- (bg) Ivan Bozhilov, Balgariya i Vizantiya na dolen Dunav v kraya na X vek (Bulgares et Byzantins dans le bas Danube à la fin du Xe siècle, Sofia, 1979
- (bg) Petar Mutafchiev, Lektsii po istoriya na Vizantiya, Sofia, Anubis, 1995 (ISBN 954-42-6063-3), chap. 2